# Hedwigidium imberbe
Hedwigidium imberbe là một loài Rêu trong họ Hedwigiaceae. Loài này được (Sm.) Bruch & Schimp. mô tả khoa học đầu tiên năm 1846.